# I'm in Love with My Car
«I'm in Love with My Car» (en español: «Estoy enamorado de mi coche») es una canción escrita por Roger Taylor, baterista de la banda británica de rock Queen. en la cual se destaca principalmente por la voz de Roger Taylor, mostrando un alto rango de voz, muy inusual. 
La canción fue lanzada en 1975 como lado B de «Bohemian Rhapsody» e integra el álbum A Night at the Opera del mismo año. Al final de la canción se puede escuchar el Alfa Romeo de Taylor, pero en la versión sencillo el motor se escucha al principio.
La canción está dedicada al técnico de gira Johnathan Harris por su pasión por los automóviles, aunque Brian May más adelante diría que se trata sobre la pasión que despiertan los automóviles en el mismo Roger Taylor.
En directo, la banda tocaba la canción como parte de un medley entre 1977 y 1981 año que fue grabada en el álbum en directo de la banda en Montreal, Canadá denominado Queen Rock Montreal lanzado en 2007, cantada por Roger Taylor y con Freddie Mercury al piano y en coros. 
Con la vuelta en 2005 de Queen + Paul Rodgers la canción volvió al repertorio clásico de los conciertos.
Como curiosidad, cuando la canción fue oficialmente terminada, Roger Taylor se encerró en un armario hasta que Freddie Mercury aceptara que la canción fuese la cara B de «Bohemian Rhapsody».

## Créditos
- Roger Taylor: Voz principal, batería, guitarra rítmica y coros.
- Freddie Mercury: Piano y coros.
- Brian May: Guitarra principal y coros.
- John Deacon: Bajo.